# Parque natural de las Salinas de Santa Pola
Las Salinas de Santa Pola (en valenciano Salines de Santa Pola) es un espacio natural protegido español situado en el término municipal de Santa Pola, que forma parte de la provincia de Alicante, en la Comunidad Valenciana.

## Geografía

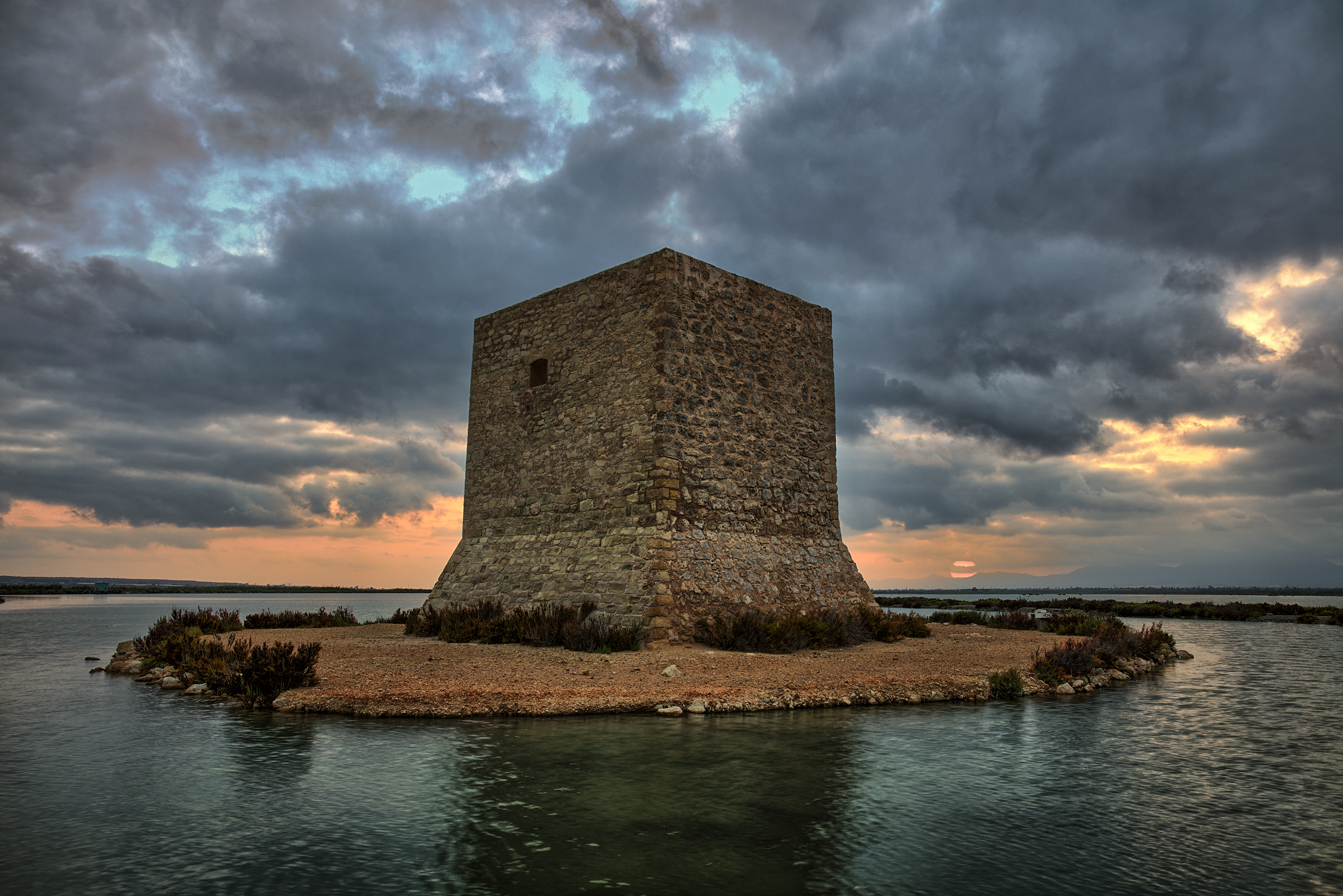
Torre de Tamarit entre las lagunas.

Este paraje de 2470 hectáreas fue declarado parque natural por el gobierno valenciano el 27 de diciembre de 1994. Se encuentra en la comarca del Bajo Vinalopó, al sur de la provincia de Alicante. Este enclave natural es un ejemplo de simbiosis industria-naturaleza, ya que su formación se debe al desarrollo de la actividad de Bras del Port, unas salinas marítimas que comenzaron a producir sal por evaporación solar del agua del mar en 1900.
El Parque ha sido el resultado de la actividad salinera de la zona que ha creado un humedal artificial gracias a la inundación de lagunas con agua del mar. Las salinas que siguen en explotación en la actualidad son las de Bras del Port y las de BonMatí.
A la entrada de la albufera se encuentra la Torre de Tamarit, que se utilizaba como torre de vigilancia costera.

### Municipios comprendidos
Elche y Santa Pola.

### Orografía
Este parque natural y el de El Hondo y su entorno formaban parte de la albufera de Elche, que fue colmatada en el siglo XVII debido a las aportaciones naturales y los aterramientos para obtener nuevas tierras de cultivo.
El parque está formado por un conjunto de dunas y playas junto a las que se ubica la explotación salinera. Hacia el interior es posible encontrar una zona de agua dulce permanentemente embalsada junto con otra zona que se encharca de manera temporal.

### Clima

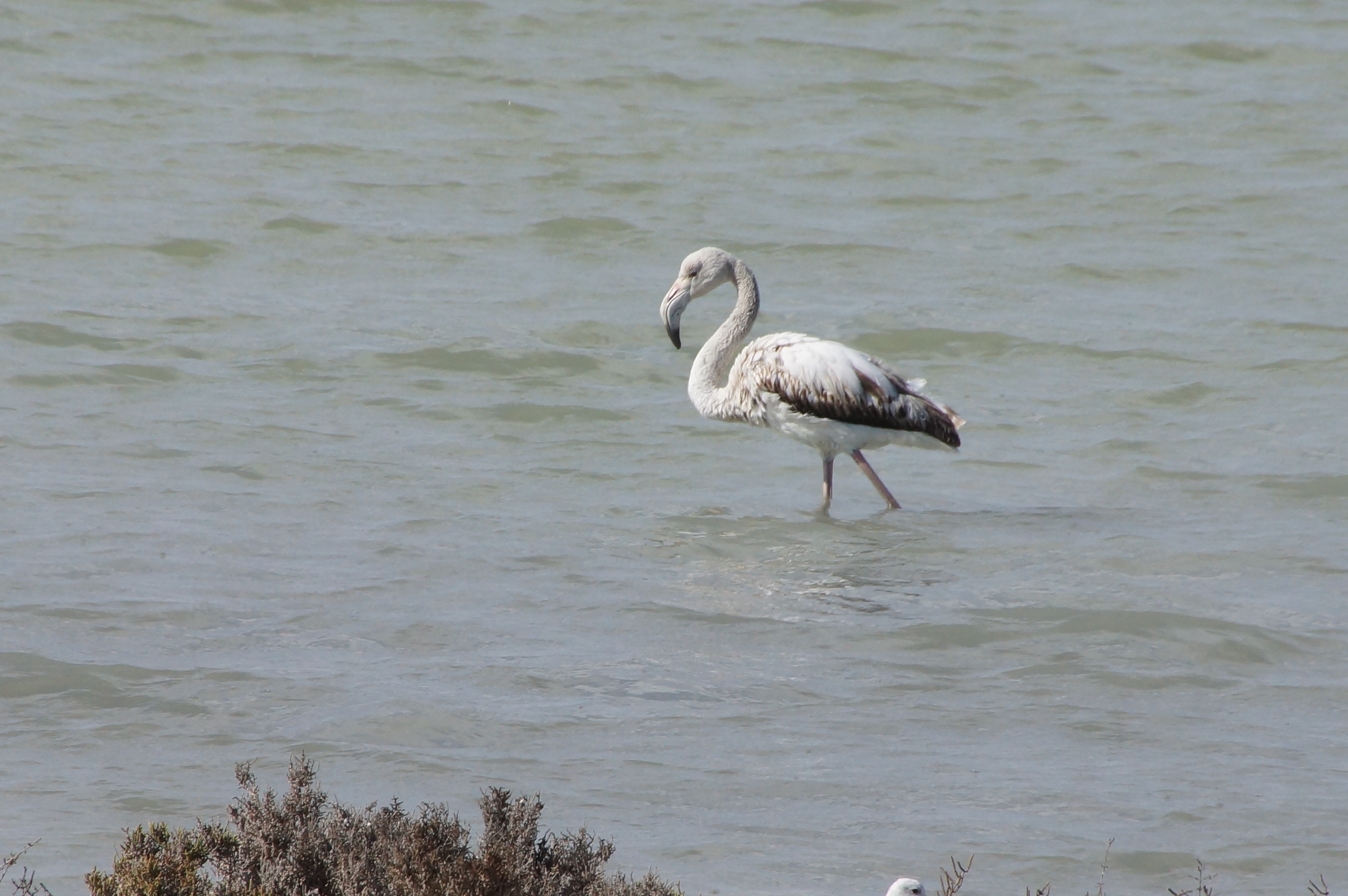
Ejemplar juvenil de flamenco común en las Salinas de Santa Pola.

El parque presenta un clima mediterráneo con características semiáridas propio del sureste de la península ibérica.

## Flora
Debido a los diferentes ambientes del parque hay una variada vegetación dominada en las zonas con mayor salinidad por especies de la familia Amaranthaceae como Sarcocornia fruticosa y Arthrocnemum macrostachyum que tienen una gran dominancia en el ecosistema.
En las dunas litorales es posible encontrar formaciones de Crucianellion maritimae, Peripocla angustifolia y Osyris quadripartita, mientras que alrededor de las balsas de las salinas son frecuentes el Juncus subulatus, el Juncus maritimus y Limonium santapolense, endemismo propio del parque.

## Fauna
Sin lugar a dudas, una de las especies estrella del parque es el flamenco común, que llega a contar con 8000 ejemplares durante la época de cría. En general son muy abundantes todo tipo de aves que se aprovechan de los recursos del parque para alimentarse como la avoceta, la cigüeñuela, el charrancito, el tarro blanco, la cerceta pardilla, el pato cuchara, el pato colorado, la gaviota, la focha o la polla de agua.
También es de destacar la presencia del fartet, pez endémico de la región mediterránea española.

## Accesos
El parque está atravesado por la carretera N-332, existiendo un desvío en el kilómetro 87.